# Fuga sin fin
The Last Run (en España,  Fuga sin fin) es una película de acción de 1971, protagonizada por George C. Scott, Tony Musante, Trish Van Devere y Colleen Dewhurst.

## Argumento
Harry Garmes (George C. Scott) es un gánster americano retirado que una vez fue conductor para la mafia de Chicago. Vive un exilio autoimpuesto en Albufeira, un pueblo de pescadores en el sur de Portugal, donde busca la compañía ocasional de una prostituta local llamada Monique (Colleen Dewhurst). Inesperadamente, Harry recibe un encargo, su primer trabajo en nueve años, debe trasladar a un asesino fugado de prisión Paul Rickard (Tony Musante) y a su novia Claudie Scherrer (Trish Van Devere), perseguidos por una banda rival, a través de España hasta la frontera con Francia. Harry acepta el trabajo, aunque piensa que acabará mal para él. En el transcurso del viaje, Harry y la pareja de novios son perseguidos por la policía y los antiguos compinches mafiosos de Harry. A su regreso a Portugal, Harry recibe un disparo en la playa de Albufeira, a pocos minutos de escapar.

## Reparto
- George C. Scott: Harry Garmes.
- Tony Musante: Paul Rickard.
- Trish Van Devere: Claudie Scherrer.
- Colleen Dewhurst: Monique.
- Aldo Sambrell: Miguel.

## Producción
John Huston fue el director original de Fuga sin fin. Sin embargo, Huston y Scott, que previamente habían trabajado juntos en la película de 1966, La Biblia, tuvieron discusiones en el escenario. Huston abandonó la producción y fue sustituido a toda prisa por Richard Fleischer. Scott también tenía discusiones con la actriz francesa Tina Aumont, quien originalmente realizaba el papel de la novia del asesino. Ella también dejó la película y fue reemplazada por Trish Van Devere, una actriz estadounidense. Scott y Van Devere se enamoraron durante la producción. Sin embargo, Scott estaba casado en ese momento con Colleen Dewhurst, que también actuaba en la película. Dewhurst y Scott se divorciaron después de que la producción concluyera, y Scott se casó con Van Devere (que se convirtió en su cuarta esposa).
Es una de las rarísimas ocasiones en que el actor Aldo Sambrell no interpreta a un villano.

## Crítica
Fuga sin fin tuvo mala acogida por los principales críticos, y la mayoría de ellos lamentó la sustitución de Huston por Fleischer como director. 
Metro-Goldwyn-Mayer promovió la película con el lema "En la tradición de Hemingway y Bogart". Desde el año 2011, la película está disponible en DVD.